# 7651 Villeneuve
7651 Villeneuve là một tiểu hành tinh vành đai chính với chu kỳ quỹ đạo là 1695.4519877 ngày (4.64 năm).
Nó được phát hiện ngày 15 tháng 11 năm 1990.